# کمیته نوبل نروژ
کمیته نوبل نروژ (نروژی: Den norske Nobelkomité) کمیته‌ای است که هر ساله به نمایندگی از آلفرد نوبل و بنا به وصیت وی، برندهٔ جایزه نوبل صلح را مشخص می‌کنند.